# Tiszalök

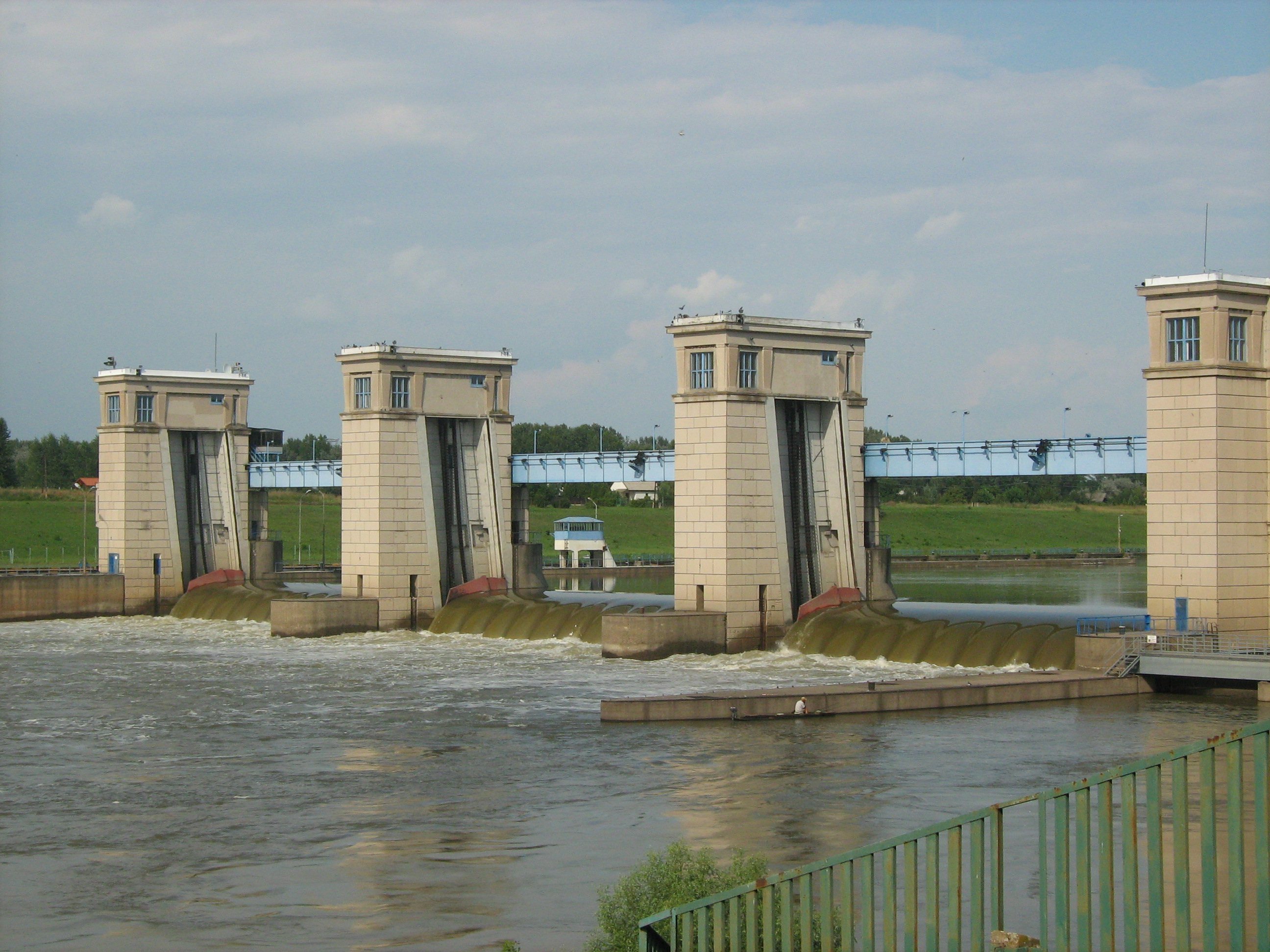
Vattenkraftverket i Tiszalök.

Tiszalök är en mindre stad i distriktet Tiszavasvári i provinsen Szabolcs-Szatmár-Bereg i nordöstra Ungern. Tiszalök hade år 2019 totalt 5 228 invånare.